# Düsseldorf-Gerresheim (stacja kolejowa)
Düsseldorf-Gerresheim – stacja kolejowa w Düsseldorfie, w kraju związkowym Nadrenia Północna-Westfalia, w Niemczech. Znajdują się tu 2 perony. Według klasyfikacji Deutsche Bahn posiada 4 kategorię.